# Cantando por un sueño
Cantando por un sueño foi um programa de televisão mexicano exibido pela rede Televisa em 2006. Baseado em Bailando por un sueño, teve 4 temporadas de 25 episódios.

## Temporadas

### Primeira temporada
| Famoso  | Sonhador | Professor          | Colocação | Colocação               |
| ------- | -------- | ------------------ | --------- | ----------------------- |
| Sheyla  | Cipriano | Dulce              |           | Primeiro lugar          |
| Kika    | Raúl     | José José          |           | Segundo lugar           |
| Ernesto | Ruth     | María del Sol      |           | Terceiro lugar          |
| Manuel  | Mónica   | Amanda Miguel      |           | Eliminados na semifinal |
| Omar    | Greys    | Napoleón           |           | Eliminados na 4ª semana |
| Sherlyn | Germán   | Francisco Céspedes |           | Eliminados na 3ª semana |
| Tiare   | Leonardo | Isabel Lascuraín   |           | Eliminados na 2ª semana |

### Segunda temporada
| Famoso   | Sonhador  | Professor                         | Colocação | Colocação               |
| -------- | --------- | --------------------------------- | --------- | ----------------------- |
| Raquel   | Francisco | Julio Preciado                    |           | Primeiro lugar          |
| Patricio | Samia     | Aída Cuevas                       |           | Segundo lugar           |
| Alicia   | Marco     | Denisse de Kalafe                 |           | Terceiro lugar          |
| Coque    | Selene    | Gualberto Castro                  |           | Eliminados na semifinal |
| Roberto  | Teresa    | Lila Deneken                      |           | Eliminados na 4ª semana |
| Lorena   | Daniel    | Manoella Torres                   |           | Eliminados na 3ª semana |
| Alex     | Beth-Sua  | Margarita «La Diosa de la Cumbia» |           | Eliminados na 2ª semana |

### Terceira temporada
| Famoso       | Sonhador  | Professor                         | Colocação | Colocação                  |
| ------------ | --------- | --------------------------------- | --------- | -------------------------- |
| Rocío        | Carlos    | Francisco Céspedes                |           | Primeiro lugar             |
| Alan         | Lorena    | Arianna                           |           | Segundo lugar              |
| Chantal      | Gerardo   | Ednita Nazario                    |           | Terceiro lugar             |
| Maya         | Everardo  | Napoleón                          |           | Eliminados na semifinal    |
| Arturo       | Mayrenne  | Karina                            |           | Eliminados en la 6ta. Gala |
| Gustavo      | Jaqueline | Nelson Ned/Diego Verdaguer        |           | Eliminados en la 5ta. Gala |
| Rubén        | Leydi     | Margarita «La Diosa de la Cumbia» |           | Eliminados na 4ª semana    |
| Luis Roberto | Argelia   | María Conchita Alonso             |           | Eliminados na 3ª semana    |
| Alejandra    | Moisés    | Diego Verdaguer                   |           | Eliminados na 2ª semana    |